# Adesmia digitata
Adesmia digitata es una especie de planta floral del género Adesmia, categorizada en la tribu Dalbergieae, de la familia Fabaceae.

## Distribución
Especie nativa de Argentina. Crece en el bioma subártico.

## Taxonomía
Fue descrita por Burkart y publicada en Darwiniana 13: 59 (1962).